# 大通寺 (京都市)
大通寺位於京都府京都市南區西九條比永城町，是一座真言宗派系的寺院，正名「萬祥山遍照心院大通寺」。
大通寺是鎌倉幕府第3代將軍源實朝的正室——坊門信子，為被弒的丈夫修建的菩提寺、遍照心院，創建時位於南區八條町附近。明治45年（1912年），配合國鐵東海道線的建設工程，遷移至現今的位置。
大通寺收藏着絹本著色的善女龍王像、《醍醐雜事記》第9卷及第10巻，是指定的重要文化財產。原位於八條町的阿佛尼的墓塚，也遷移至此處。

## 外部連結
- 大通寺，京都寺社案内

34°58′41.5″N 135°44′58.2″E / 34.978194°N 135.749500°E